# Chiesa di San Maurizio (Olomouc)
La chiesa di San Maurizio (in ceco Kostel svatého Mořice) è la più importante parrocchiale-prepositura della città di Olomouc, in Repubblica Ceca.
Di stile gotico, sorge subito a nord della Piazza Superiore, focale luogo di mercato, e questa posizione centrale le ha conferito l'importanza di primo tempio della città, in contrapposizione alla Cattedrale di San Venceslao, tempio vescovile.

## Storia e descrizione

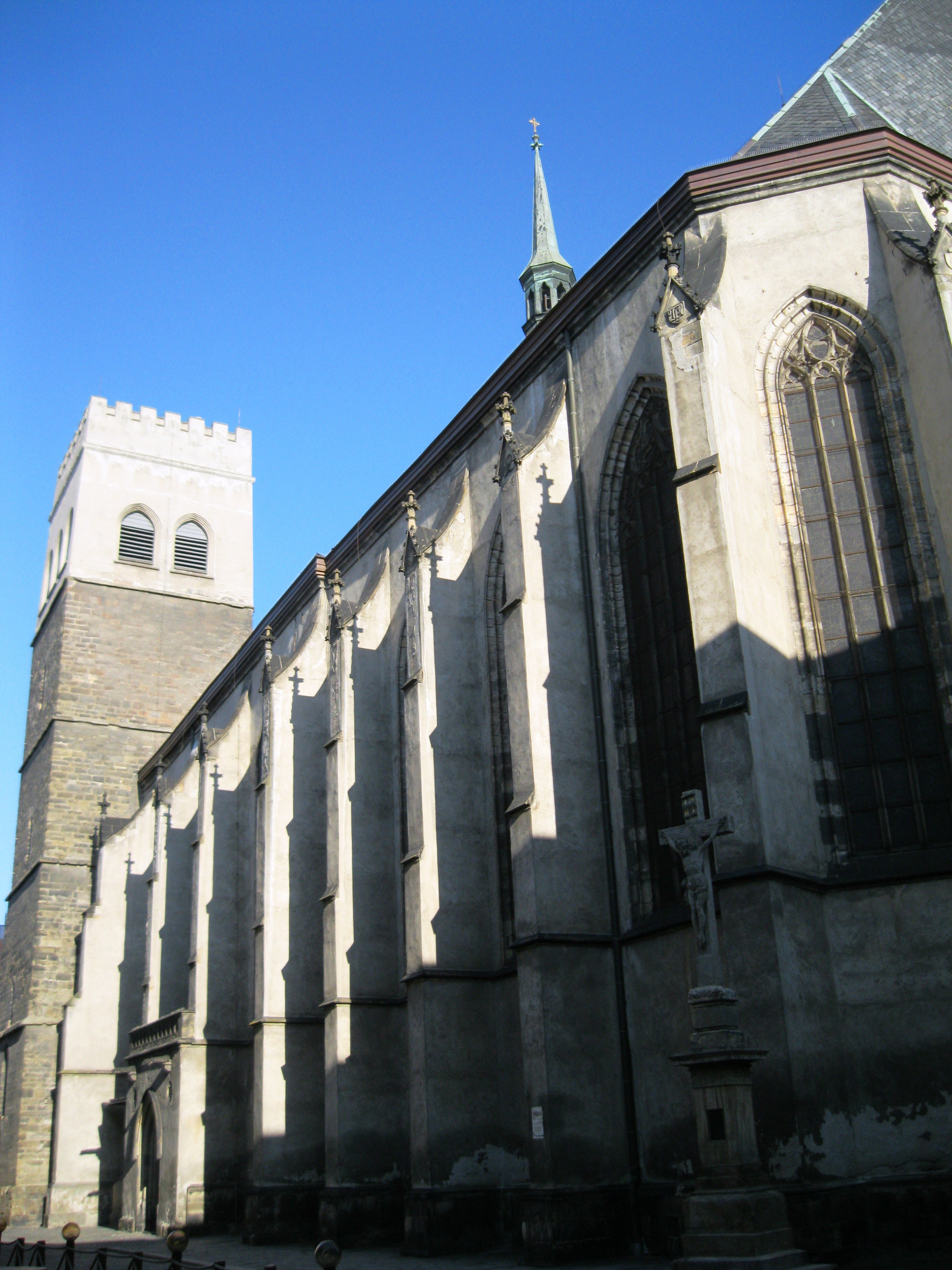
Veduta dell'esterno.

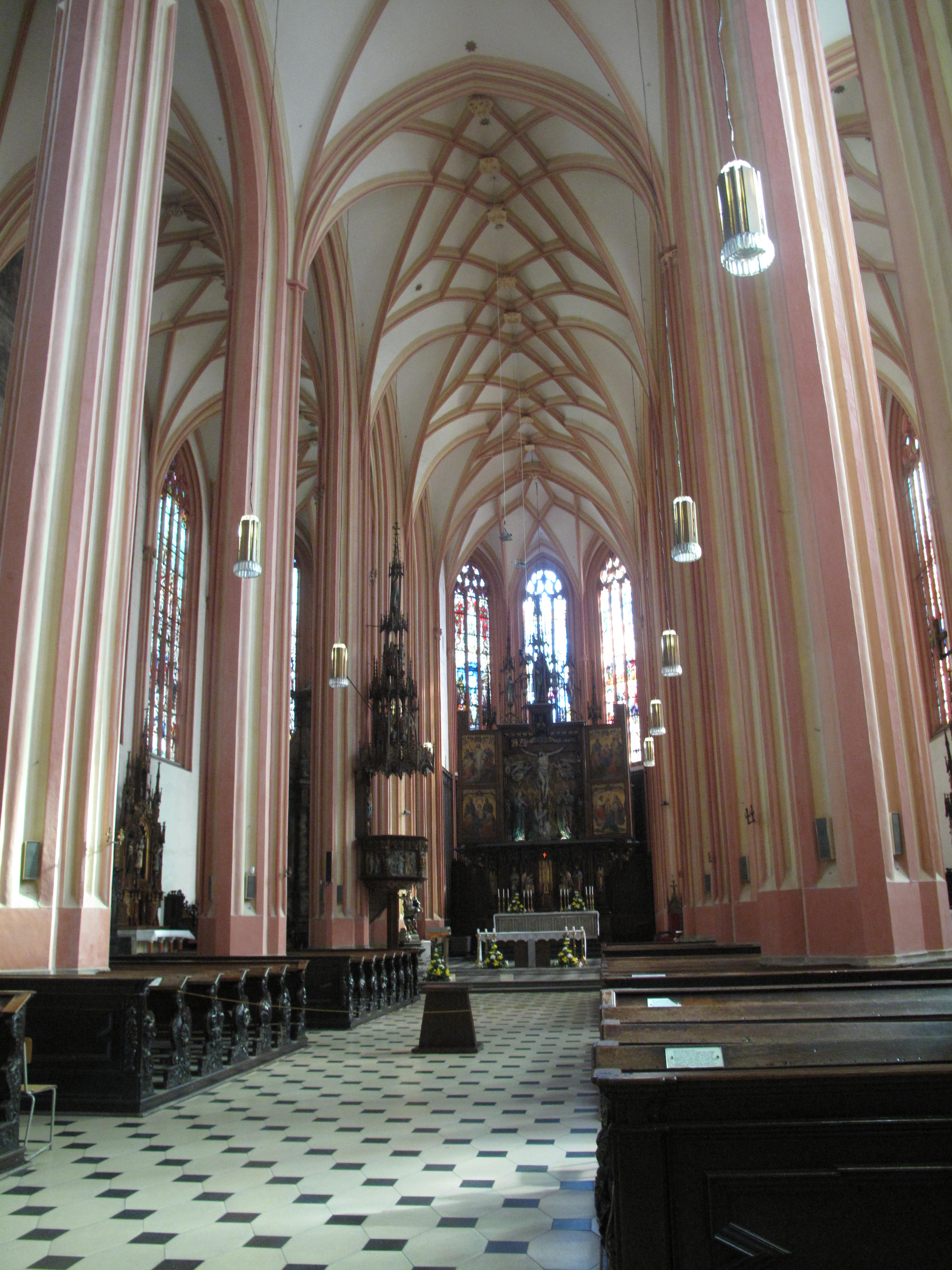
L'interno.

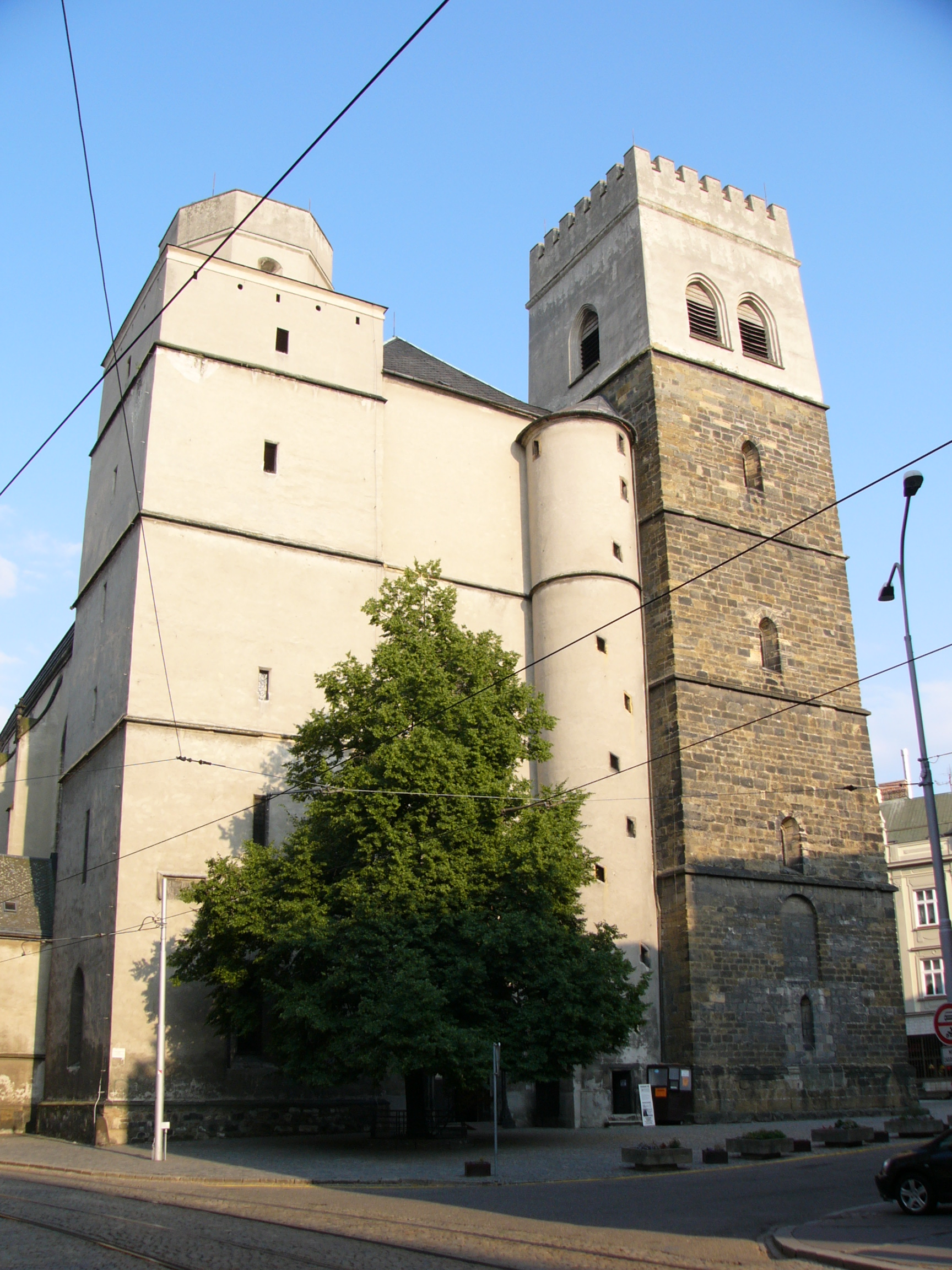
La facciata a torri.

Un edificio religioso in questo luogo viene menzionato per la prima volta nel 1078, quando vi sorgeva una rotonda romanica.
Verso il 1257 venne costruita una nuova chiesa in uno stile di transizione dal romanico al gotico, per volere del vescovo Bruno von Schauenburg. Questa chiesa venne più volte danneggiata da incendi, nel 1398, nel 1401 e nel 1411, fino a condurre la costruzione di un nuovo edificio che sarà la più grande opera tardo-gotica della Moravia.
Nel 1403 si iniziò già l'erezione della torre meridionale della facciata e nel 1412 si cominciò quella nord. Tra il 1435 e il 1453 si pose mano alle prime sei campate del piedicroce, impostato su tre navate a sala. Le ultime quattro campate furono completate nel 1483, insieme al portale principale sulla facciata. La chiesa venne consacrata nel 1492.
Nel 1517 la torre meridionale venne sopraelevata con la cella campanaria merlata realizzata in laterizi. Nel 1572 si realizzò la cappella rinascimentale degli Edelmann, ricca famiglia di mercanti cittadini.
Durante la Guerra dei Trent'anni Olomouc venne occupata dagli Svedesi dal 14 dicembre 1642 per otto anni. Durante questo periodo la chiesa venne devoluta al culto protestante.
Nel XVIII secolo venne costruita la barocca Cappella di Loreto, voluta della famiglia Petráš.
Nel XIX secolo si intraprese un'importante opera di restauro dell'edificio e gli architetti Gustav Meretta e August Prokop presentarono un progetto di soprelevazione delle torri della facciata, in stile neogotico, mai realizzato. Fu in questo periodo che si costruì l'altare maggiore (1861), si modificò la Cappella di Loreto in stile neogotico e la sfortunata decisione di intonacare l'interno.

## Grand'organo
Fra il 1740 e il 1745 venne realizzato, dal mastro-organaro Michael Engler da Breslavia, il grande organo barocco in contraffacciata. Contava all'epoca 59 registri, 3 manuali e 2311 canne. In seguito ingrandito, oggi con i suoi 135 registri, 5 tastiere e 10.400 canne è il maggiore della Moravia.